# Монастырь Святой Анны (Хорватия)
Монастырь Святой Анны (серб. Манастир Света Ана) — монастырь Сербской православной церкви близ города Дарувар в Западной Славонии на территории современной Хорватии.

## История
Строительство Монастыря святой Анны начали монахи монастыря Пакра в 1730 году после освобождения этих краев от турецких войск. В работе им помогали жители окрестных сел. 25 июля 1742 года монастырь был освящен в присутствии епископа Пакрачского Никифора Стефановича. В 1743 году местное сербское население подняло восстание против австрийских властей. Сербы требовали включить их области в состав Вараждинского генералата Военной границы, взамен обещая сформировать подразделение в составе граничар численностью в 900 пехотинцев и 100 всадников. Требования восставших остались без ответа, однако власти двинули на них армию, которая смогла подавить восстание. Многие из тех, кто в нем участвовали, были казнены, в том числе и несколько монахов и священников монастыря Святой Анны. 
Спустя некоторое время началось обновление монастыря, однако в первой половине 1770-х гг. указом властей его присоединили к монастырю Пакра. Несмотря на это, до 1792 года монахи продолжали жить в монастыре, после чего австрийское войско прогнало их, а монастырь сожгло. В 1861 году была восстановлена монастырская церковь в готическом стиле, облик который сохранился и сейчас.